# گوارا
گوارا (به اسپانیایی: Guararé) یک منطقهٔ مسکونی در پاناما است. گوارا طبق آخرین آمار در سال ۲۰۱۰ ۴٬۵۲۴ نفر جمعیت دارد.